# Sofitel Legend Metropole Hanoi
Il Sofitel Legend Metropole Hanoi, originariamente chiamato Grand Hotel Métropole è un hotel a cinque stelle di Hanoi, situato nel centro città della capitale vietnamita, al numero 15 di via Ngo Quyen nel quartiere di Hoàn Kiếm. Inaugurato nell'agosto del 1901 in stile coloniale francese, si tratta del primo albergo di Hanoi ad avere ottenuto cinque stelle per i suoi servizi. L'albergo è tradizionalmente meta di ambasciatori, scrittori, politici e personaggi famosi ed ha ospitato Charlie Chaplin, Jane Fonda, George H. W. Bush, François Mitterrand, Jacques Chirac, Donald Trump e Kim Jong-un.

## Storia

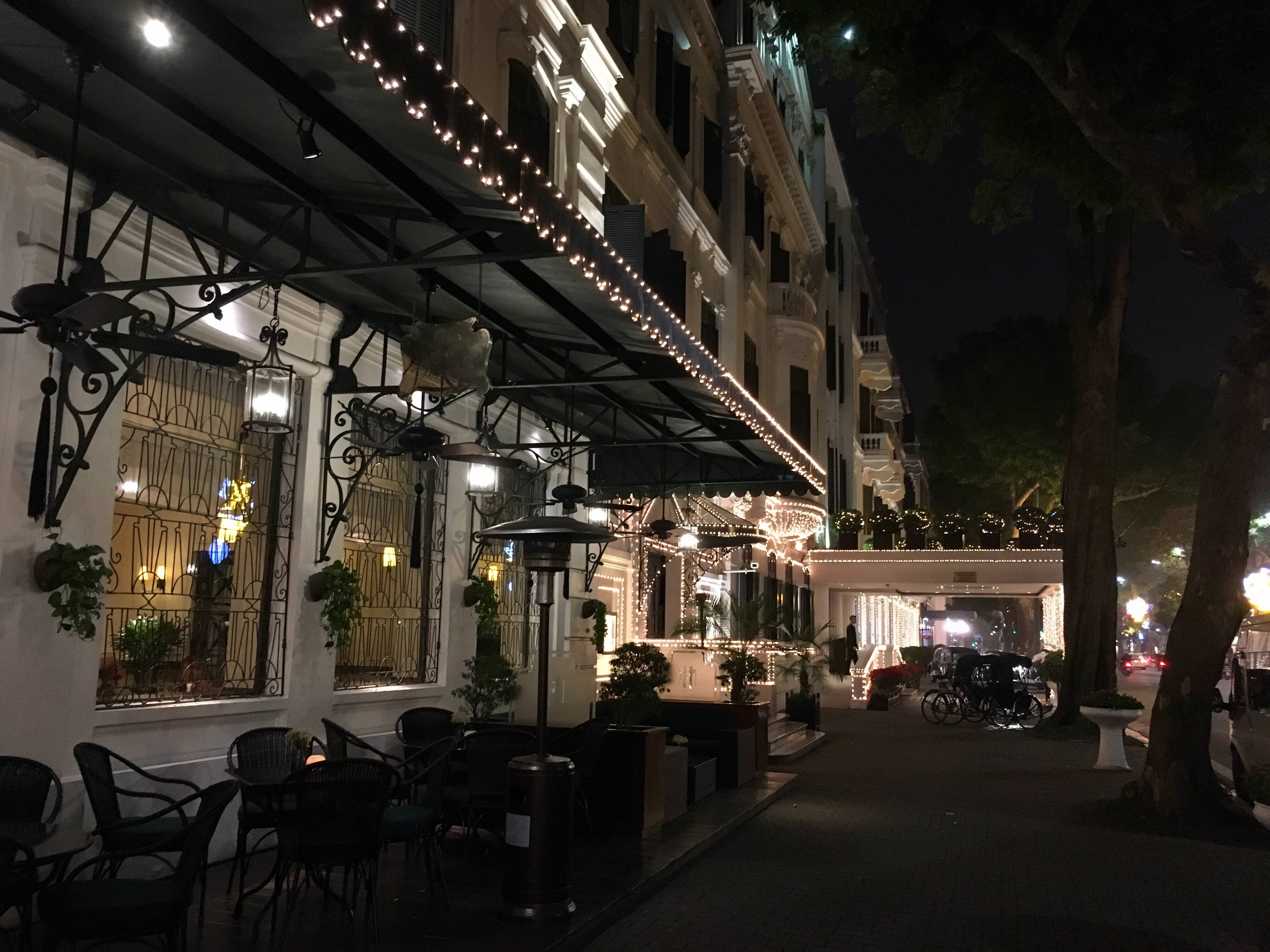
Facciata dell'hotel di notte

Costruito nel 1901, il Métropole è opera di due imprenditori francesi, André Ducamp e Gustave-Émile Dumoutier. L'albergo è stato il primo luogo in Indocina ad avere presentato delle proiezioni cinematografiche. In seguito all'indipendenza vietnamita, il Metropole venne rinominato Thong Nhat Hotel (Albergo della Riunificazione) dal governo comunista. Nel 1960 venne costruito un rifugio antiaereo per proteggere gli ospiti dai bombardamenti statunitensi. Il rifugio, riscoperto nel 2011 nel corso di lavori di ristrutturazione, è ora visitabile dai clienti dell'albergo.
Nel 1987 la catena francese Pullman Hotels, in collaborazione con il governo vietnamita, rinnovò l'albergo per riportarlo su standard internazionali. L'edificio venne completamente ricostruito e riprese il suo nome originale, riaprendo l'8 marzo 1992 come Pullman Hotel Métropole. La struttura passò quindi al gruppo Sofitel nella tipologia Legend, acquisendo il nome attuale. Una nuova ala, detta Opera, venne aggiunta tra il 1994 ed il 1996, insieme al Métropole Center, un palazzo di uffici. Questi vennero convertiti in nuove camere nel 2008.
Tra il 27 e il 29 febbraio 2019 l'albergo ha ospitato il secondo incontro tra il Presidente degli Stati Uniti Donald Trump e il Supremo Leader della Corea del Nord Kim Jong-un.

## Architettura
L’albergo conta 364 camere ed è composto da due ali distinte: il vieux Métropole ed il Nouvel Opéra.

## Galleria d'immagini

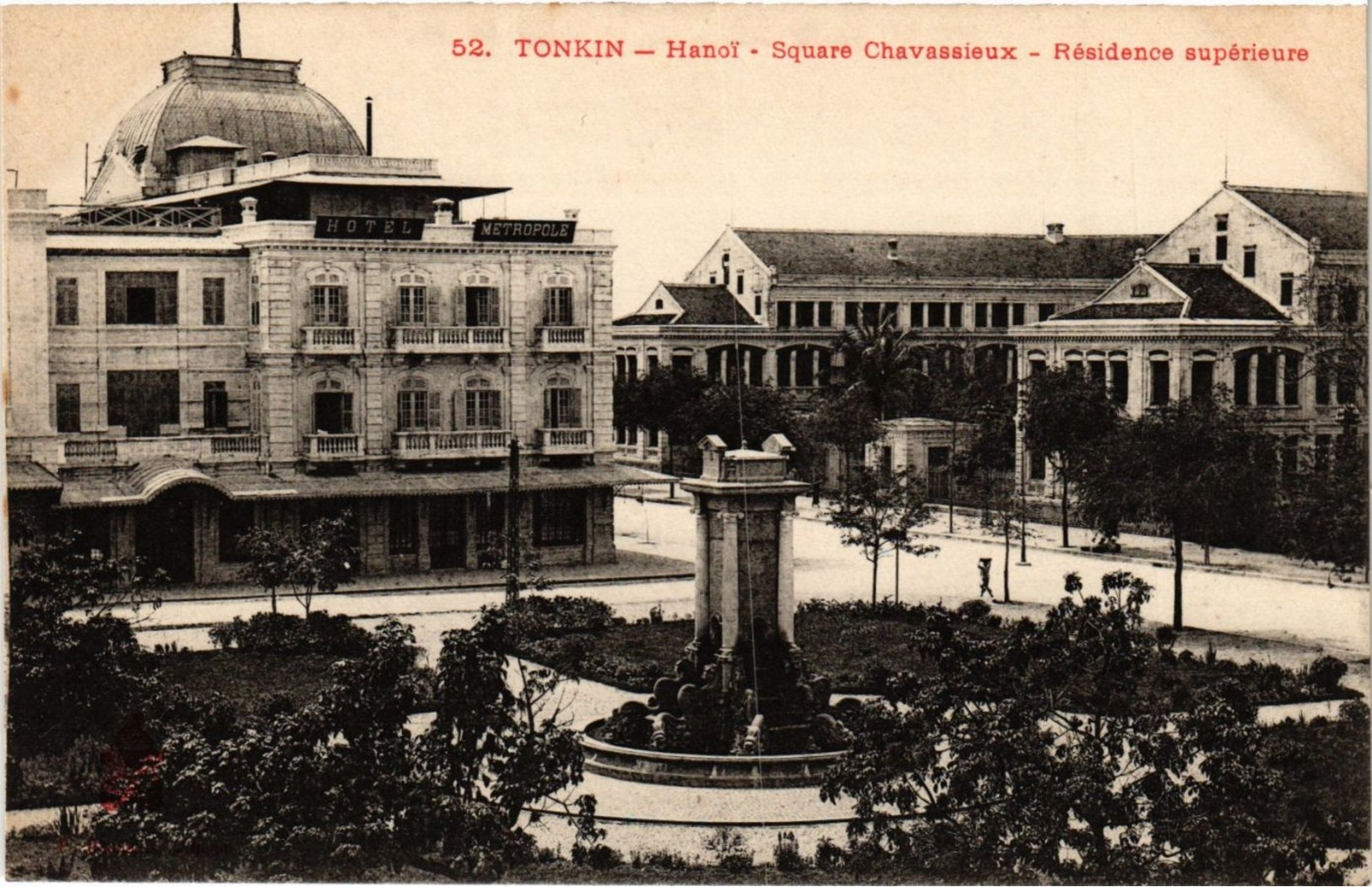
Hotel Metropole in periodo coloniale
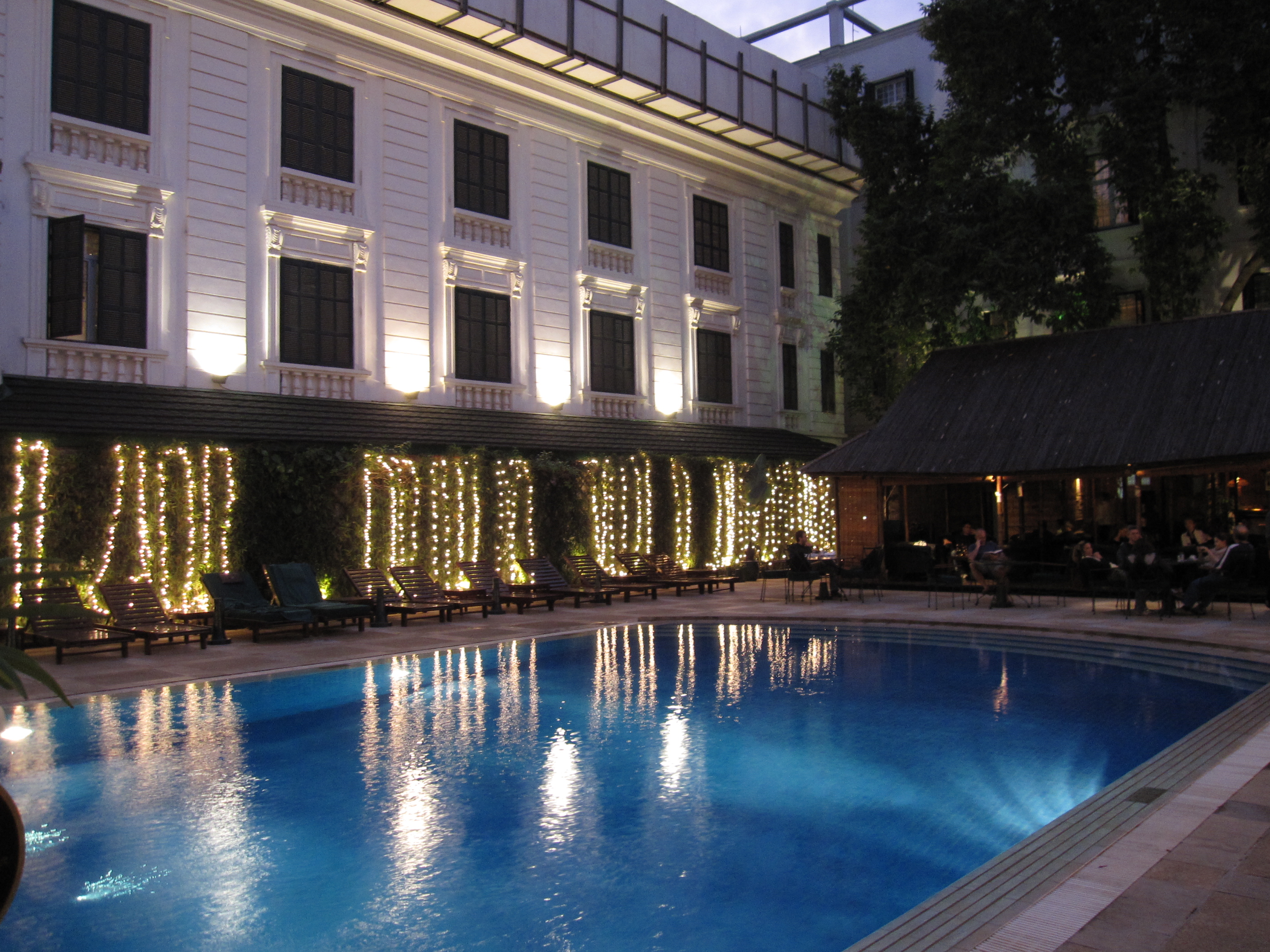
A bordo piscina dell'hotel
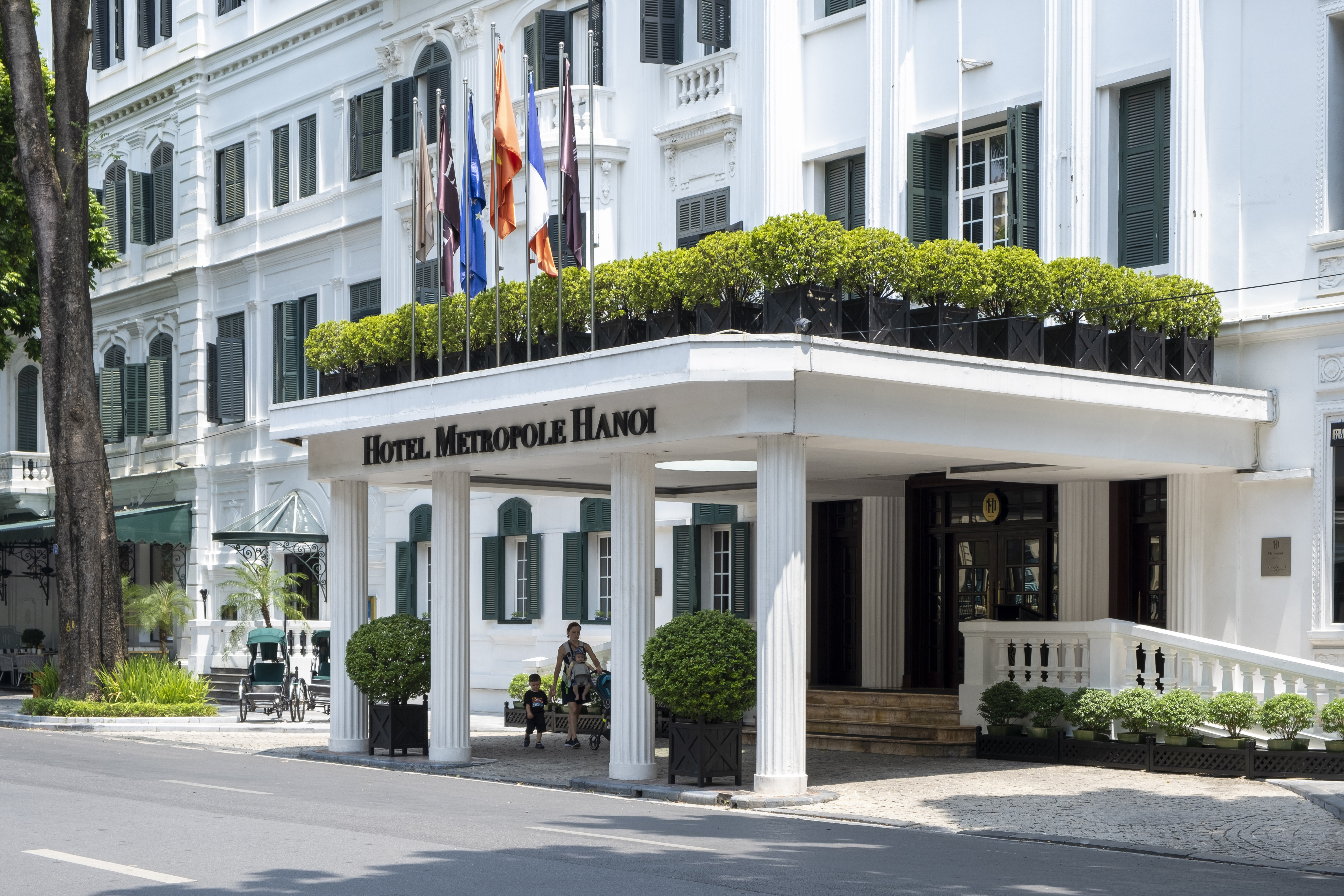
Ingresso su via Ngo Quyen
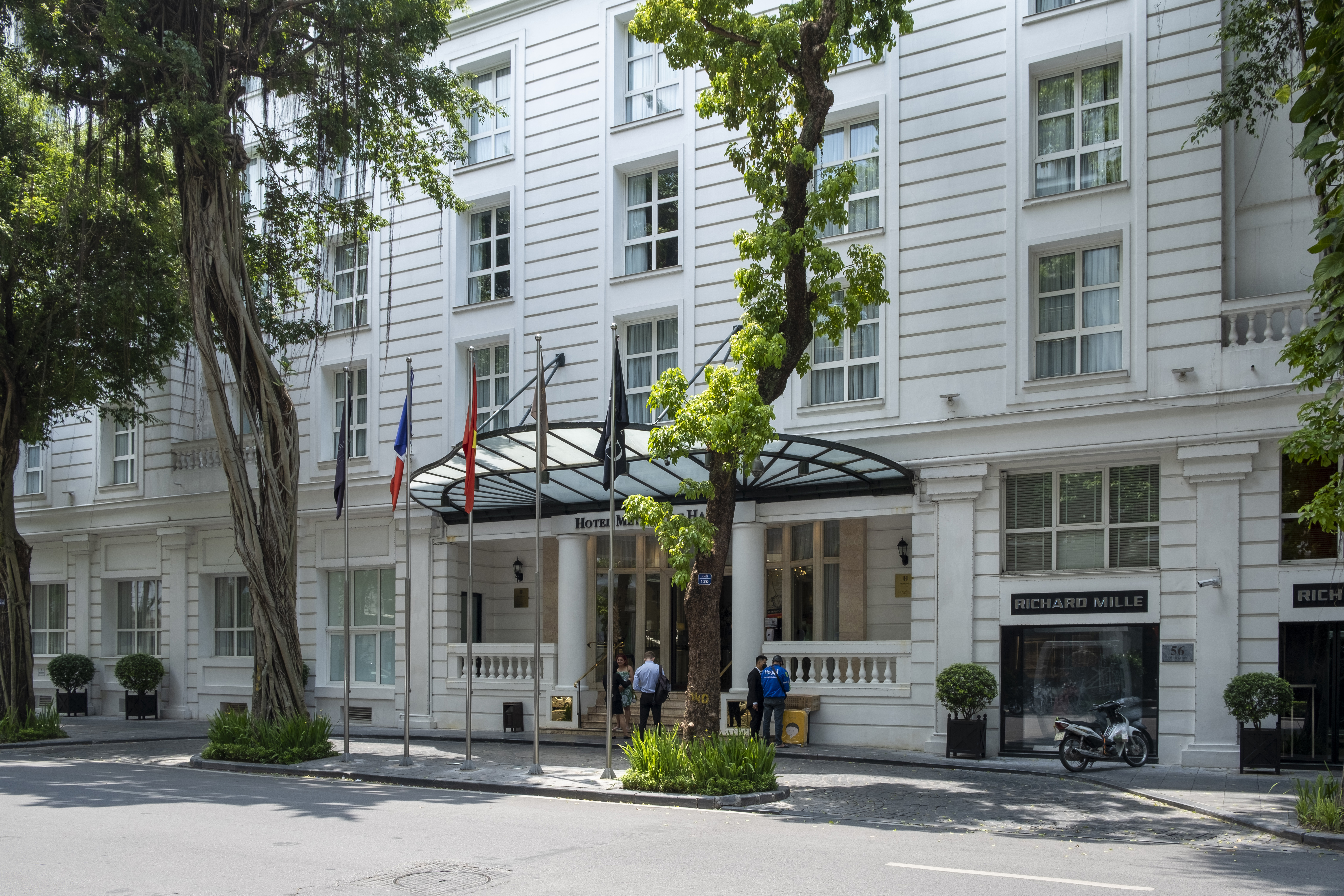
Ingresso su via Ly Thai To
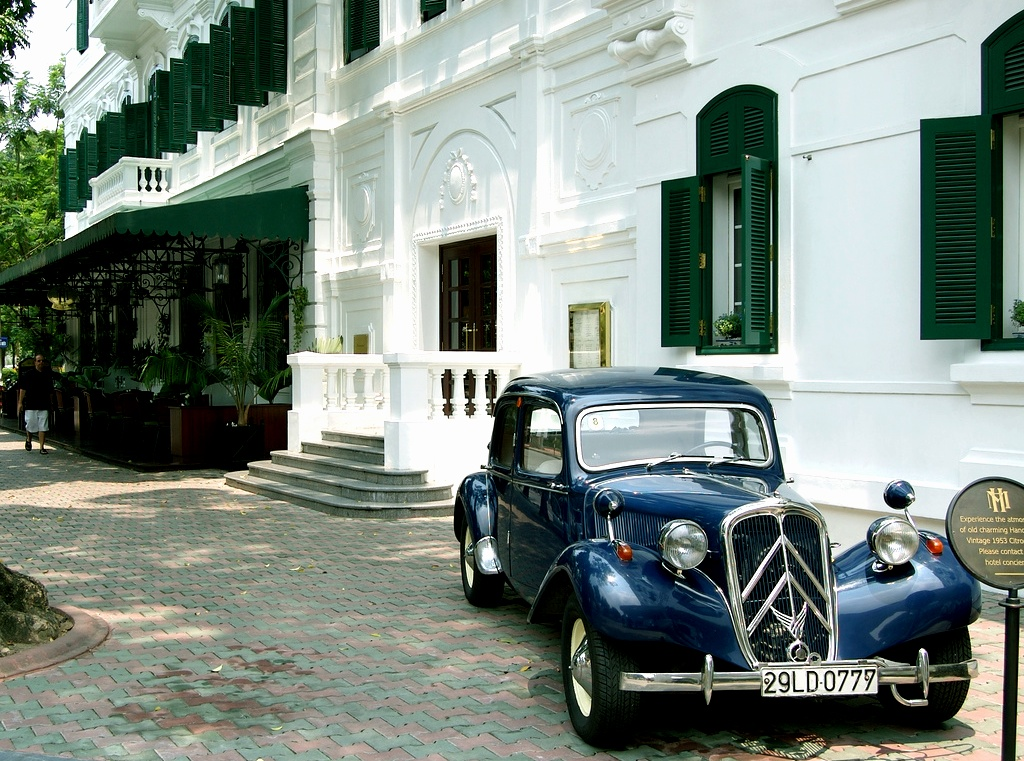
Le vecchie auto di lusso sono solitamente esposte davanti all'hotel
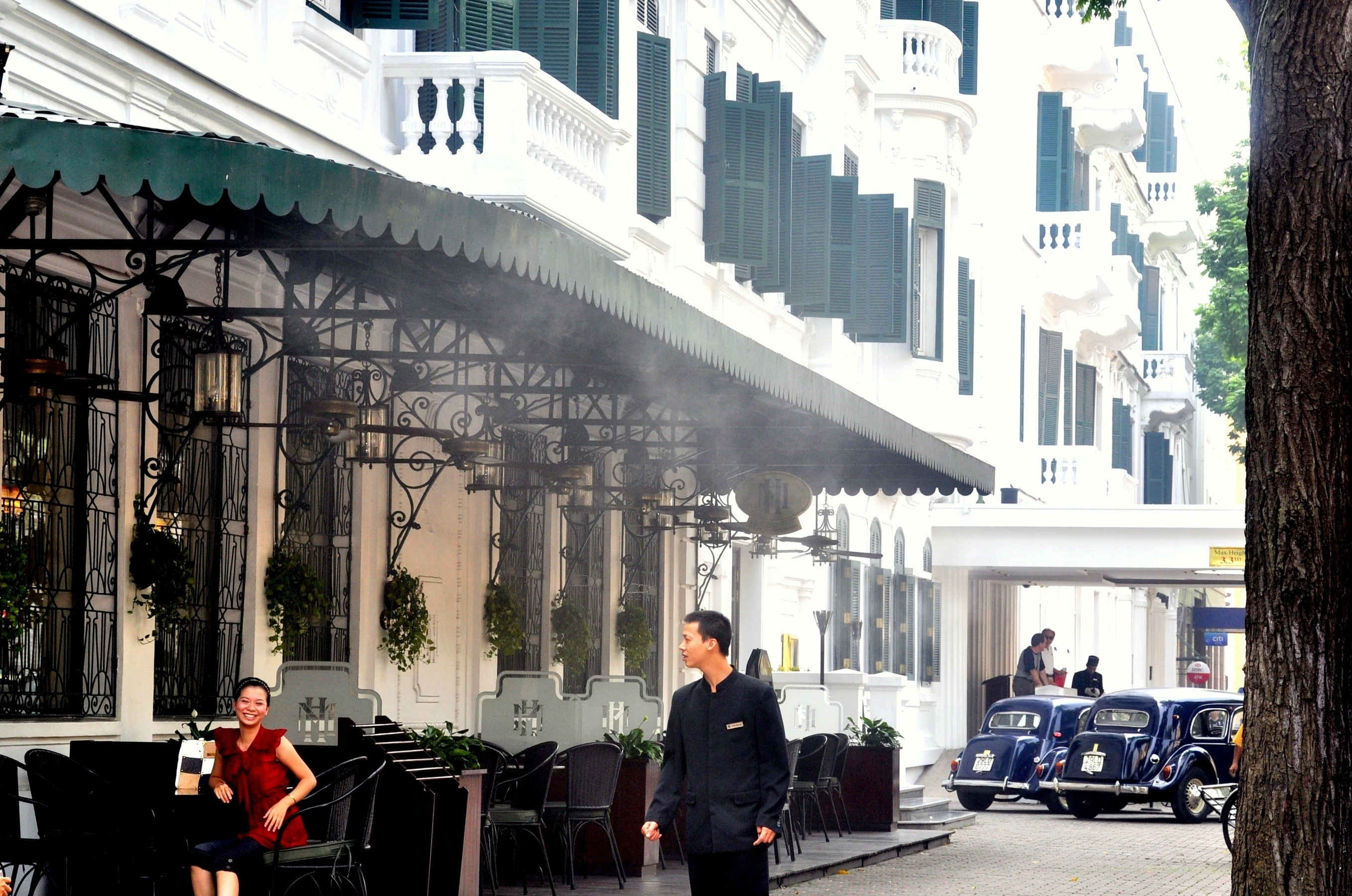
Angolo bar La Terrasse